# Newhart
Newhart is een Amerikaanse comedyserie. Hiervan werden 184 afleveringen gemaakt die oorspronkelijk van 25 oktober 1982 tot en met 21 mei 1990 werden uitgezonden op CBS.
Newhart werd genomineerd voor zes Golden Globes: die voor beste comedyserie in 1984, die voor beste hoofdrolspeler in een comedyserie (Bob Newhart) in zowel 1983, 1984, 1985 als 1986 en die voor beste bijrolspeelster (Julia Duffy) in 1988. Ook werd de serie in totaal keer 25 genomineerd voor een Primetime Emmy Award, waaronder die voor beste comedyserie (in 1983 en 1984), beste scenario in een comedyserie (1987 en 1990), beste hoofdrolspeler in een comedyserie (Newhart in 1985, 1986 en 1987), beste bijrolspeler in een comedyserie (Tom Poston in 1984, 1986 en 1987 en Peter Scolari in 1987, 1988 en 1989) en beste bijrolspeelster in een comedyserie (Julia Duffy in 1984, 1985, 1986, 1987, 1988, 1989 en 1990). Geen van deze prijzen werd daadwerkelijk gewonnen.

## Uitgangspunt
Schrijver Dick Loudon verhuist samen met zijn vrouw Joanna van New York naar een plaatsje in Vermont om daar herberg Stratford Inn te bestieren. George Utley is hun hardwerkende, maar langzaam begrijpende klusjesman. De getalenteerde en schatrijke Leslie Vanderkellen doet even dienst als kamermeisje om te ondergaan hoe het is om 'normaal' te zijn, waarna haar verwende, verwaande en incompetente nichtje Stephanie haar opvolgt wanneer haar ouders de geldkraan dichtdraaien.
Tegenover de Stratford Inn ligt het Minuteman Café. Dit wordt gerund door de chronische leugenaar Kirk Devane, totdat de broers Larry, Darryl en (eveneens) Darryl de zaak van hem overnemen. Larry doet de vreemdste beweringen, maar die blijken geregeld toch waar te zijn. Zijn broers zwijgen in alle talen.

## Rolverdeling
*Alleen castleden met verschijningen in 30+ afleveringen vermeld
- Bob Newhart - Dick Loudon
- Mary Frann - Joanna Loudon
- Tom Poston - George Utley
- Julia Duffy - Stephanie Vanderkellen
- Peter Scolari - Michael Harris
- William Sanderson - Larry
- Tony Papenfuss - Darryl (*)
- John Voldstad - Darryl (*twee broers met dezelfde naam)
- Steven Kampmann - Kirk Devane
- William Lanteau - Chester Wanamaker
- Thomas Hill - Jim Dixon

## Trivia
- De broers Darryl en Darryl praten alleen in de allerlaatste aflevering van de serie.